# Andrea Lohse
Andrea Lohse (* 1964 in Kellinghusen) ist eine deutsche Rechtswissenschaftlerin.

## Leben
Andrea Lohse studierte von 1983 bis 1988 Rechtswissenschaft an der Christian-Albrechts-Universität zu Kiel. Von 1990 bis 1993 absolvierte sie ihren juristischen Vorbereitungsdienst im Oberlandesgerichtsbezirk des OLG Schleswig. Im Jahr 1991 promovierte sie in Kiel zu Fragen der kartellfreien Gemeinschaftsunternehmen im europäischen Wettbewerbsrecht, 2004 folgte die Habilitation an der FU Berlin.
2004 und 2005 vertrat sie den Lehrstuhl für Wirtschaftsrecht und Bürgerliches Recht an der Johann Wolfgang Goethe-Universität Frankfurt am Main und den Lehrstuhl Bürgerliches Recht, Handels- und Wirtschaftsrecht einschließlich Berg- und Energierecht an der Ruhr-Universität Bochum und ist seit 2006 Inhaberin des Lehrstuhls für Bürgerliches Recht und Wirtschaftsrecht an der Ruhr-Universität.
Von 2014 bis 2021 war sie außerdem als Richterin am Oberlandesgericht Düsseldorf tätig. Von 2019 bis 2021 vertrat sie die Juristische Fakultät der Ruhr-Universität als Dekanin. Seit 2008 engagiert sie sich als Mitglied des Arbeitskreises Kartellrecht beim Bundeskartellamt und ist seit 2013 Ombudsfrau für den Exzellenzcluster RESOLV (Ruhr explores Solvation – Cluster of Excellence) der Universität.
Ihre Forschungsschwerpunkte sind das Kartellrecht, das Kapitalgesellschaftsrecht und die intra- und interdisziplinären Fragen der Corporate Governance und Corporate Compliance. Sie verfasste Kommentare zu Gesetzestexten im Bereich des Kartellrechts.
Gemeinsam mit Roman Seer und Katharina Uffmann gibt sie die Schriftenreihe Intradisziplinäre Forschung zur Compliance. Studien zur Rechtsentwicklung und -praxis heraus, in der interdisziplinär ausgerichtete wirtschaftsrechtliche Forschungsarbeiten erscheinen. Durch den Blickwinkel verschiedener juristischer Teildisziplinen werden Problemstellungen so herausgearbeitet, dass intradisziplinäre Wertungsunterschiede, wissenschaftlich und in ihrer Bedeutung für die Rechtspraxis, deutlich werden.

## Schriften (Auswahl)
- Kartellfreie Gemeinschaftsunternehmen im europäischen Wettbewerbsrecht. Zum Spannungsverhältnis des Art. 3 Abs. 2 der Europäischen Fusionskontrollverordnung zu Art. 85 EWG-Vertrag. Köln 1992, ISBN 3-452-22352-3.
- Kartellverbot und Schirm-GVO. Eine restriktive Interpretation des § 1 GWB im Lichte der neuen Verwaltungspraxis der Kommission. Heidelberg 2001, ISBN 3-8005-1276-9.
- Unternehmerisches Ermessen. Zu den Aufgaben und Pflichten von Vorstand und Aufsichtsrat. Tübingen 2005, ISBN 3-16-148780-X.
- Betrachtungen zum Werbeelement Slogan und zu seiner Entwicklung an verschiedenen Beispielen der Waschmittelwerbung, 2008, ISBN 978-3-638-92757-4.
- Agrarkartellrecht. In: Ines Haertel: Handbuch zum Fachanwalt für Agrarrecht. Wolter Kluwer, Köln 2012, S. 198 – 317, ISBN 978-3-472-08011-4.

## Preise
- 1992 Kai-Uwe-von-Hassel-Förderpreis